# Codiaceae
Codiaceae es una familia de algas, perteneciente al orden Bryopsidales.

## Géneros
- Arabicodium
- Callipsygma
- Codium
- Flabellia
- Geppella